# День Шакала (роман)
«День Шакала» (1971) — роман английского писателя Фредерика Форсайта о попытке вождей подпольной организации OAS убить президента Франции Шарля де Голля руками наёмного профессионального убийцы, и о противодействии этой попытке со стороны французских силовых структур. После опубликования в 1971 году роман получил хвалебные отзывы и рецензии за убедительную картину Франции 1963 года и тщательно продуманный сюжет. В 1972 году роман удостоился премии Эдгара Аллана По в номинации «За лучший роман» от Ассоциации детективных писателей Америки. Входит в «100 лучших детективных романов всех времен».

## Описание сюжета
Роман состоит из трёх частей, носящих названия «Анатомия заговора», «Анатомия охоты» и «Анатомия убийства». Подполковник Бастьен-Тири, осуждённый за организацию попытки покушения на президента Франции генерала де Голля предстаёт перед расстрельным взводом. Отряд заговорщиков обстрелял президентский кортеж, однако Бастьен-Тири, скрупулёзно подготовивший покушение, ошибся с временем наступления  сумерек, и в темноте его люди не заметили поданный им сигнал о появлении кортежа. Бастьен-Тири был задержан и впоследствии расстрелян. Французские спецслужбы активизировали борьбу с OAS и выкрали лидера OAS Антуана Арго. Остальная часть романа является вымышленной.
Получив известие о казни Бастьена-Тири, лидер OAS полковник Роден решает уничтожить де Голля руками «человека, которого никто не знает». Перебрав досье убийц, он останавливает свой выбор на англичанине-снайпере и приглашает его для разговора в венский отель. Англичанин соглашается, но заявляет, что такая работа станет последней в его карьере убийцы из-за высокого риска и поэтому требует баснословную сумму — 500 тыс. долларов. Он принимает псевдоним Шакал и решает застрелить президента в ходе празднования Дня Освобождения. Убийца начинает подготовку: заказывает винтовку, достаёт несколько паспортов, осматривает дома Парижа, откуда можно выстрелить в ходе праздника. Согласно требованию Шакала, Роден и два его заместителя ожидают завершения операции в итальянском отеле под охраной отряда экс-легионеров. Французские спецслужбы, понимая, что затевается некая акция, заманивают во Францию телохранителя Родена и подвергают его допросу. Легионер охранял участников совещания в Австрии и запомнил профессионала-англичанина. Руководители спецслужб осознают всю страшную опасность заговора оасовцев, но де Голль наотрез отказывается прекратить публичные выступления и устроить повальную охоту на убийцу. Комиссар парижской полиции Бувье заявляет: «Силы безопасности бессильны перед человеком без имени» и предлагает «дать имя убийце, за именем последует паспорт, а за паспортом — арест». Тайную операцию поручают его заместителю комиссару Лебелю — лучшему детективу Франции.
Лебель обзванивает руководителей полиции различных стран с просьбой дать ему досье на местных политических убийц, сведения об их внешности и чем они сейчас занимаются. Он и его помощник отметают кандидатуру за кандидатурой. Англичане передают информацию об убийстве диктатора Трухильо, по слухам, совершённом англичанином-снайпером. В убийстве подозревается английский бизнесмен Чарльз Колтроп. По описанию он схож с Шакалом; к тому же, он только что выехал в неизвестном направлении. Британскому 
 премьер-министру случайно становится известно о расследовании французов и он приказывает остановить Шакала. Один из членов совещания в министерстве внутренних дел Франции рассказывает обо всём своей любовнице, а та является членом OAS. Роден предупреждает Шакала об опасности, но тот не отказывается от своей цели. Понимая, что Шакал воспользовался чужими документами, британцы перебирают заявления на выдачу паспортов, но Шакал, предупреждаемый оасовцами, вовремя успевает менять личины. Он знакомится с французской баронессой и пережидает облаву в её постели. Убив любовницу, он приезжает в Париж, где проходит через полицейские кордоны. Придушив помогавшего ему гомосексуала, Шакал ожидает Дня Освобождения в его квартире.
Спецслужбам уже нет нужды скрывать облаву на Шакала, они разыскивают его как убийцу баронессы. Лебель не разделяет оптимизма коллег и в ходе праздника лично обходит все посты и пикеты. Один из постовых признаётся, что пропустил за линию одноногого ветерана с костылём и в шинели. Лебель разгадывает маску Шакала, врывается в дом, куда зашёл убийца, находит квартиру и успевает его прикончить. Настоящий Чарльз Колтроп возвращается из отпуска, проведённого в Шотландии, так что личность Шакала остаётся неизвестной.

## Экранизации
- 1973 — «День Шакала» (режиссёр Фред Циннеман);
- 1997 — «Шакал» (режиссёр Майкл Кейтон-Джонс). Имеет мало общего с книгой и первым фильмом, из-за чего и Форсайт, и Циннеман требовали сменить название киноленты. В титрах упоминания автора книги (и самой книги) нет - есть ссылка только на сценарий первой экранизации.
- 2024 — «День Шакала» (сериал, режиссёр Брайан Кирк).

## Интересные факты
- Во время написания романа Форсайт работал репортёром информационного агентства «Рейтер» во Франции.
- Издание романа на иврите было найдено среди вещей ультраправого экстремиста Игаля Амира, 4 ноября 1995 убившего израильского премьер-министра Ицхака Рабина. По сообщениям израильской прессы, полицейские следователи первоначально предполагали, что убийцу частично вдохновила книга и что Амир использовал её как своеобразное руководство. Однако применённый им метод разительно отличается от метода, применённого героем романа — Шакал стрелял в де Голля с дальней дистанции из винтовки с оптическим прицелом, а Амир выстрелил в Рабина с близкого расстояния из пистолета.
- Известный террорист Ильич Рамирес Санчес получил от прессы прозвище «Карлос Шакал» после ошибочного сообщения репортёра газеты The Guardian, что роман был найден среди имущества террористов (в вещах товарища Карлоса Анджелы Отаола в Лондоне).
- Описанный в романе метод получения британского паспорта на имя давно умершего человека остаётся хорошо известной лазейкой в системе британской безопасности[1][2]. Подобная техника была использована в 2002 году мошенником Джоном Дарвином (см. Дело об исчезновении Джона Дарвина[англ.]) для получения нового паспорта после того, как он инсценировал собственную смерть во время катания на лодке[3].
- Впервые в СССР роман начали публиковать в алма-атинском журнале «Простор» в 1974 году, за что был уволен главный редактор Иван Шухов.
- Владимир Арутюнян, в 2005 году в Тбилиси совершивший покушение на жизни президентов Джорджа Буша и Михаила Саакашвили, был заядлым читателем романа и держал при себе издание романа в ходе планирования покушения.